# Philotheria antigone
Philotheria antigone är en insektsart som beskrevs av Rauno E. Linnavuori 1973. Philotheria antigone ingår i släktet Philotheria och familjen Dictyopharidae. Inga underarter finns listade i Catalogue of Life.